# Peitharchicus
Peitharchicus is een geslacht van rechtvleugeligen uit de familie veldsprinkhanen (Acrididae). De wetenschappelijke naam van dit geslacht is voor het eerst geldig gepubliceerd in 1898 door Brunner von Wattenwyl.

## Soorten
Het geslacht Peitharchicus omvat de volgende soorten:
- Peitharchicus fasciatus Brunner von Wattenwyl, 1898
- Peitharchicus flavolineata Willemse, 1936